# 최영수 (희극인)
최영수(1984년 3월 13일 ~ )은 대한민국의 개그맨이다.

## 생애
1986년 아역배우, 2002년 연극배우로 데뷔한 그는 2003년 SBS 7기 공채 개그맨으로 정식 데뷔하였다.

## 논란
2019년 12월 10일, EBS 생방송 톡!톡! 보니하니 라이브 방송 중, 버스터즈의 채연을 폭행하려는 듯한 행동으로 논란이 되었다. 보니하니 제작진 측에서는 폭행이 절대 아니며 심한 장난이었을 뿐이고 앞으로는 이런 일이 다시 발생하지 않게끔 주의를 기울이겠다는 글을 올렸다. 그러나 인터넷에서는 동영상이 빠르게 퍼지며 큰 논란이 일었고 EBS는 해당 유튜브 영상을 삭제하고 김명중 사장이 사과문을 직접 올리며 해당 사고에 연관된 출연자 두 명에게 출연정지 처분을 내렸다. 이후 조사 결과 무혐의 판정을 받았다.

## 학력
- 가야대학교 연극영화과

## 드라마
- 《행군 시즌 1》 (국방TV, 2011년) - 박종남 역
- 《행군 시즌 2》 (국방TV, 2012년) - 박종남 역
- 《프로포즈 대작전》 (TV조선, 2012년)
- 《미미》 (Mnet, 2014년) - 성우 역

## 방송
- 온게임넷 《켠김에 왕까지》
- EBS 《EBS 다큐프라임》
- 올리브TV 《건강 프로젝트 FUNNY FAT 3》
- 쿠키TV 《식도락 레이스》
- 쿠키TV 《군침》
- EBS 《생방송 톡!톡! 보니하니》
- 온게임넷 《생방송 후비고》
- SBS 《도전 1000곡》
- SBS 《웃찾사 시즌 1》
- KBS 위성 《한반도 유머 총집합》
- EBS 《렛츠고 파리》